# Aston Martin DB Mark III
La DB Mark III è una autovettura sportiva prodotta dalla Aston Martin dal 1957 al 1959. È conosciuta, fin dal debutto, anche come Mark III.

## Il contesto
Il modello fu un'evoluzione della DB2/4 Mark II, di cui fu anche l'erede. La DB Mark III utilizzava un'evoluzione del motore Lagonda da 2.922 cm³ di cilindrata progettato da Walter Owen Bentley e già impiegato sulla DB2/4 Mark II. Entrambi i propulsori erano a sei cilindri in linea, e quello che fu poi installato sulla DB Mark III venne sviluppato da Tadek Marek.
La DB Mark III fu offerta in tre versioni, berlinetta 2+2, coupé a due posti e cabriolet a due posti.
Il mensile automobilistico Road & Track espresse, in un articolo del 1959, un parere molto positivo sulla DB Mark III, tranne che sul prezzo, che era 7.450 sterline. La rivista la definì "A car for connoisseurs" (cioè “Auto da intenditori”) e sottolineò il fatto che "The Aston has many virtues and few faults" (“La Aston aveva molti pregi e pochi difetti”). Tra i difetti c'erano sicuramente lo sterzo troppo duro, la soglia di accesso eccessivamente alta ed un assetto smisuratamente rigido. La rivista però non commentò il design innovativo della berlinetta, che aveva una coda tipo hatchback, ed il fatto che la berlinetta stessa avesse un divano posteriore abbattibile, che fu introdotto dalla DB2/4 Mark I nel 1953.

## Caratteristiche tecniche
I cambiamenti rispetto alla vettura antenata includevano una calandra simile a quella installata sulla DB3S ed un nuovo quadro strumenti, oltre che dei freni a disco Girling. Fu installata una frizione idraulica e un overdrive della Laycock-de Normanville, che fu disponibile dopo i primi 100 esemplari oppure in abbinamento con la trasmissione automatica. Lo sterzo a circolazione di sfere ed il retrotreno ad assale rigido furono anch'essi ripresi direttamente dalla DB3S. Dopo i primissimi esemplari prodotti, le piccole pinne posteriori presenti sulla DB2/4 Mark II furono sostituite da dei fanali che erano simili a quelli installati sulla Humber Hawk.
Furono disponibili tre tipi di motori, tutti a sei cilindri in linea e 2922 cm³ di cilindrata. Quello standard, di sigla DBA, montava due carburatori SU e erogava 162 CV di potenza. Aveva installato, come optional, un doppio scarico che incrementava la potenza di 16 CV, facendo quindi sviluppare al motore 178 CV. Con il doppio scarico, la vettura accelerava da 0 a 97 km/h in 9,3 secondi e raggiungeva una velocità massima di 193 km/h. 
Un altro motore disponibile, il DBB, possedeva invece tre carburatori doppio corpo di marca Weber e modello 35DCO 3, un albero a camme speciale, un rapporto di compressione aumentato a 8,6:1 ed un sistema di scarico doppio ulteriormente sviluppato, che portava la potenza erogata a 195 CV. 

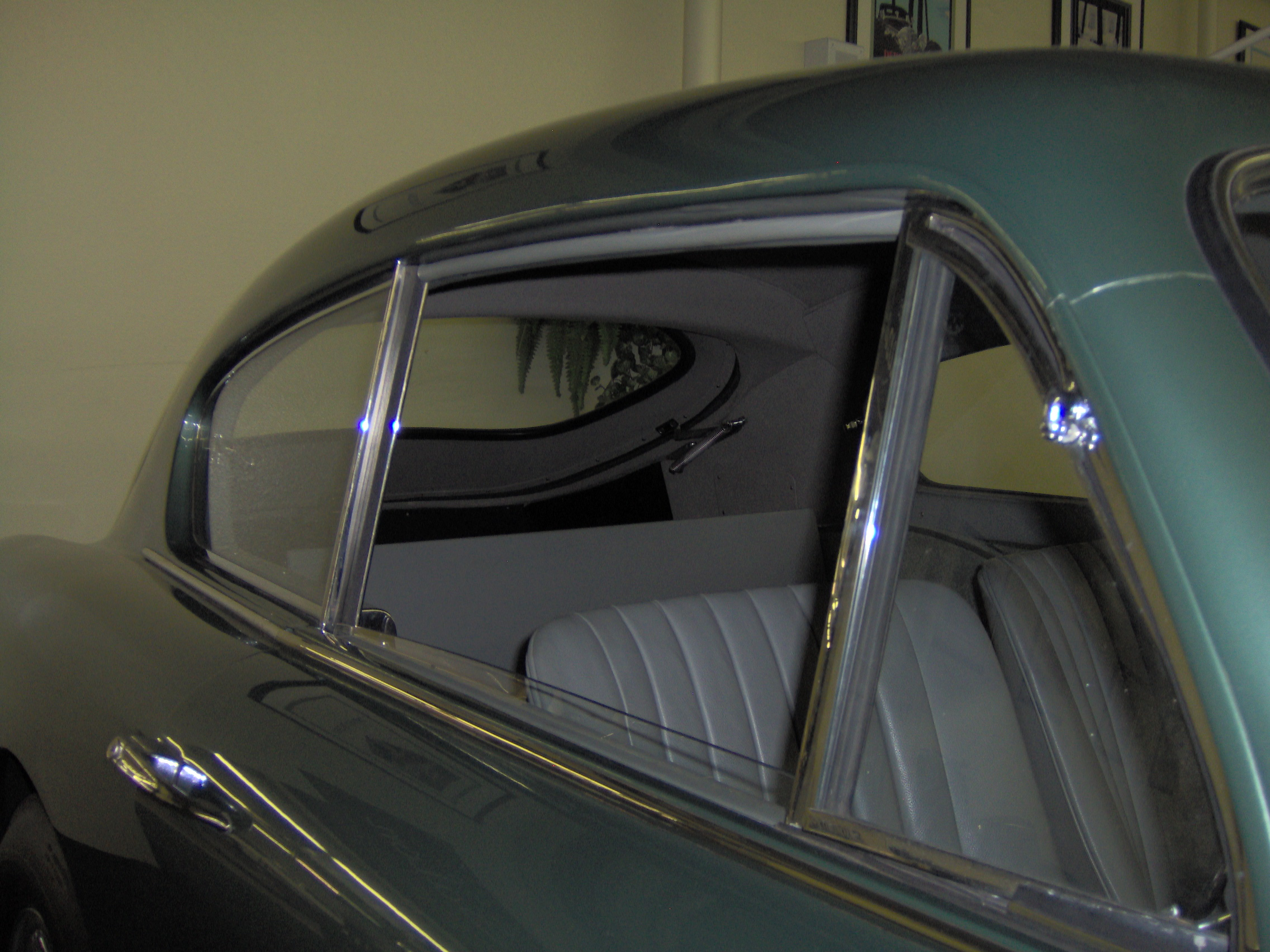
Vista degli interni di una DB24 Mark III coupé del 1958

Era disponibile anche un'opzione intermedia, conosciuta come DBD, che prevedeva tre carburatori SU da 1,75 pollici di diametro ed uno scarico sdoppiato. Questa opzione portava il motore ad sviluppare 180 CV.
Un esemplare montava un motore speciale da competizione, di sigla DBC. Questo propulsore erogava 214 CV ed aveva installato degli alberi a camme da competizione, bielle specifiche, un più alto rapporto di compressione (9,5:1) e tre carburatori doppio corpo di marca Weber e modello 45 DCO 3.
In tutte le versioni il motore era anteriore, mentre la trazione era posteriore.
Sulle ruote anteriori furono installati come equipaggiamento di serie dei freni a disco Girling. Vennero montati su tutte le Aston Martin DB Mark III, ma solo dopo i primi 100 esemplari prodotti. A molti veicoli furono installati in seguito.
Solamente a cinque vetture venne montata la trasmissione automatico, su un totale di 551 esemplari prodotti.

## Le carrozzerie

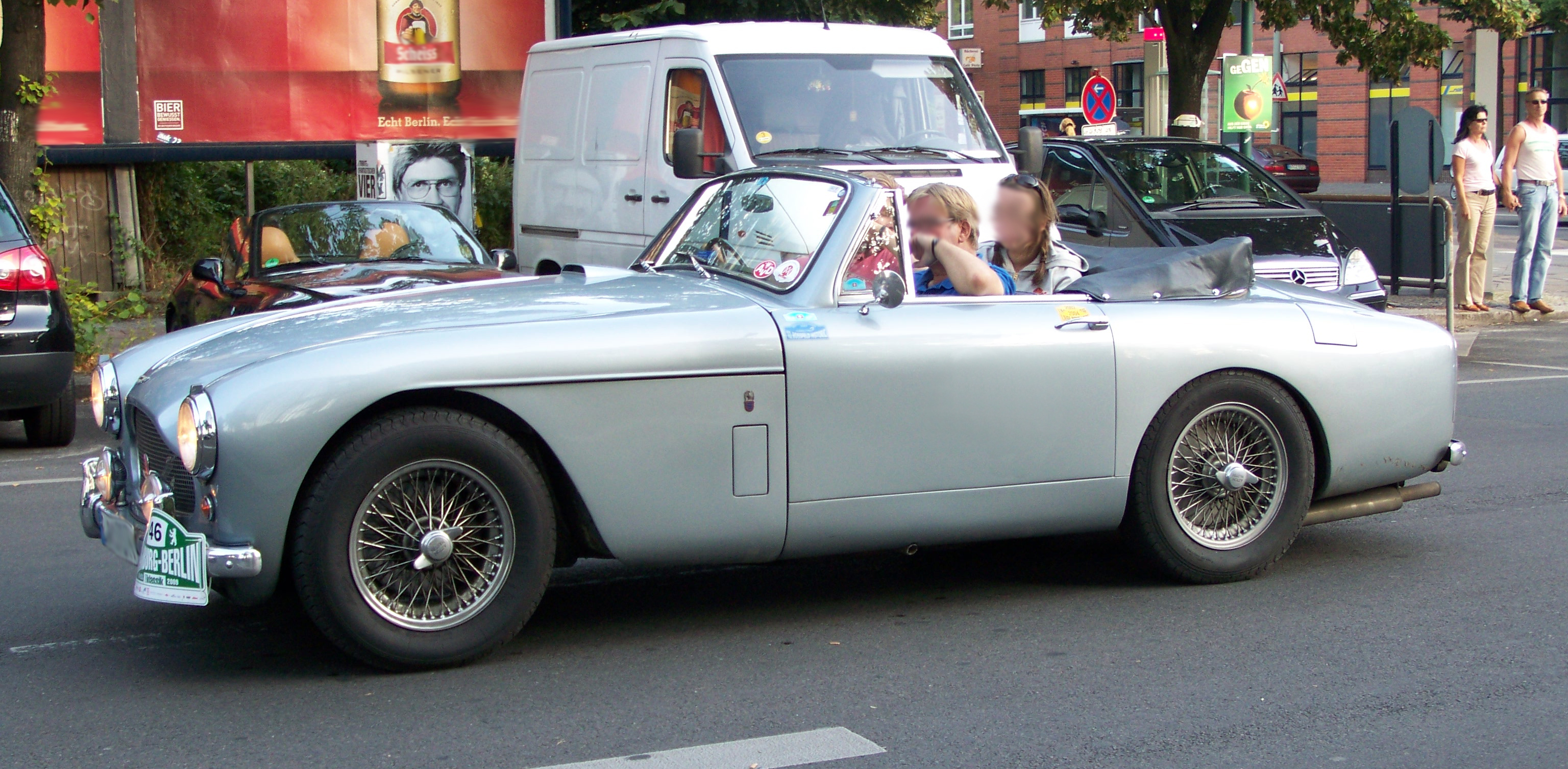
La versione cabriolet

La carrozzeria più rara che fu commercializzata fu la coupé, di cui ne furono prodotti solamente cinque esemplari, tutti con il motore versione DBD. Della cabriolet invece ne furono costruiti 84 esemplari. Entrambe le versioni possedevano una carrozzeria a tre volumi, al contrario della berlinetta che aveva una coda innovativa simile ad una hatchback.

## La DB Mark III nella saga di James Bond
James Bond guida una Aston Martin DB Mark III nel romanzo Missione Goldfinger, sebbene nel libro è riportato che conduca una “DB III”. Infatti il capitolo in cui l'agente segreto guida il modello per recarsi all'incontro con Auric Goldfinger al campo da golf è intitolato “Thoughts in a DB III” (cioè “Pensieri in una DB III”). È l'unica Bond Car dei romanzi di Ian Fleming ad avere dei congegni speciali installati. Nell'adattamento cinematografico del libro di cinque anni dopo, l'auto utilizzata fu una Aston Martin DB5, che possedeva, tra l'altro, molti più congegni di quella descritta nel romanzo. Quest'ultimo modello, grazie al film, diventò una delle auto classiche più rappresentative.

## Esemplari prodotti
- DB Mark III (totali): 551
  - Berlinetta: 462
  - Cabriolet: 84
    - DBA: 68
    - DBB: 2
    - DBD: 14

  - Coupé: 5